# Kakao M
Kakao M (hangul: 카카오M; właśc. Kakao Entertainment M Company) – południowokoreańskie przedsiębiorstwo branży rozrywkowej. Firma działa jako wydawnictwo muzyczne, agencja talentu, zajmuje się produkcją muzyki i koncertów oraz organizacją eventów. Została założona przez Min Yeong-bina w 1978 roku pod nazwą Seoul Records. Od 2021 roku jest to dział Kakao Entertainment.
Od roku 2015 Kakao M jest wiodącą firmą muzyczną w Korei Południowej pod względem przychodów netto według statystyk opracowanych przez Korea Music Content Industry Association (KMCIA) za pośrednictwem Gaon Chart (30,4%); jest także drugą wiodącą firmą pod względem sprzedaży albumów (25,4%). Od stycznia 2016 roku Kakao M jest spółką zależną Kakao.
Sprzedaż muzyki online stanowi większość zysków firmy (93,9% przychodów). Firma dystrybuuje także płyty innych agencji rozrywkowych w Korei Południowej za pośrednictwem swojego oddziału Kakao M Music, ale uzyskuje z tego mniej niż 5% swoich przychodów.

## Historia

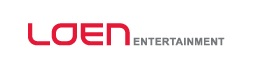
Logo LOEN Entertainment

Firma Kakao M została założona przez Min Yeong-bina w październiku 1978 roku jako Seoul Records (kor. 서울음반), spółka zależna YBM Sisa – firmy zajmującej się głównie tworzeniem taśm do nauki języków. Firma została oficjalnie zarejestrowana w 1982 roku, a w 1984 roku zaczęła produkować i rozpowszechniać muzykę klasyczną i tradycyjną. W 1999 roku została zarejestrowana jako firma venture capital. W 2000 roku nazwa firmy została zmieniona na YBM Seoul Records i w grudniu została zarejestrowana na KOSDAQ. W 2005 roku koreański konglomerat SK Telecom nabył 60% udziałów w firmie, a Seoul Records później stała się częścią SK Group. Od marca 2008 do marca 2018 roku firma znana była jako LOEN Entertainment.
W 2009 roku Kakao M przejęła usługi dystrybucji muzyki online SK Telecom – Melon. Melon jest obecnie najczęściej używanym internetowym sklepem muzycznym w Korei Południowej.
18 lipca 2013 roku Affinity Equity Partners, przez spółkę zależną Star Invest Holdings Ltd., nabyła 52,56% akcji Kakao M, pozostawiając SK Group jedynie 15%.
18 grudnia 2013 roku Kakao M nabył 70% udziałów w Starship Entertainment, czyniąc ją niezależną filią firmy.
11 stycznia 2016 roku Kakao M została przejęta przez Kakao.
11 maja 2017 roku Kakao M ogłosiła strategiczny sojusz dotyczący produkcji seriali ze Studio Dragon Corporation (spółką zależną CJ E&M). Wśród planów w ramach sojuszu jest produkcja seriali opartych na powieściach internetowych i webtoonach z portali KakaoPage i Daum Webtoons (których prawami autorskimi zarządza Podotree, filia literatury internetowej Kakao).
20 grudnia 2017 roku, podczas posiedzenia zarządu, dyrektor generalny Park Seong-hoon ogłosił, że firma zmieni swoją nazwę na „kakao M”. Nazwa została zmieniona w marcu 2018 roku.
2 marca 2021 roku, po zakończeniu fuzji z KakaoPage, powstało Kakao Entertainment, a Kakao M (jako M Company) stało się jednym z jego działów.

## Działy

### Melon Company
Melon Company (kor. 멜론컴퍼니) – internetowa usługa muzyczna Kakao M; nazwa Melon to skrót od „melody on”. Melon jest najpopularniejszym serwisem muzycznym w Korei, z 59% wszystkich użytkowników w Korei Południowej (na listopad 2013 r.). W owym roku JoongAng Ilbo przyznał Melon trzecie miejsce na liście najbardziej wpływowych podmiotów w branży K-popu.

### Music Content Company
Music Content Company (kor. 음악컨텐츠컴퍼니) – dział produkujący treści muzyczne Kakao M, który obejmuje markę muzyczną 1theK (znaną jako LOEN Music do lutego 2014), portal sprzedaży biletów Melon Ticket i dystrybuuje ponad 300 tytułów rocznie, współpracując z niezależnymi agencjami, w celu inwestowania w produkcję muzyczną. Nazwa „1theK” wskazuje na cel stworzenia jednego źródła dla światowej treści muzyki K-pop.

#### Multi-label
Kakao M zarządza swoimi artystami w ramach firm należących do Music Content Company. Od września 2013 roku LOEN Entertainment zarządzał swoimi artystami dwoma własnymi wytwórniami LOEN Tree i Collabodadi. Artyści Collabodadi zostali przeniesieni do LOEN Tree we wrześniu 2015 roku, a później nazwa LOEN Tree została zmieniona na FAVE Entertainment w lutym 2017 roku.
Składa się z pięciu niezależnych wytwórni: FAVE Entertainment, Cre.ker Entertainment, Starship Entertainment (wraz z King Kong by Starship), Plan A Entertainment oraz Mun Hwa In.

### Video Content Company
Video Content Company (kor. 영상콘텐츠컴퍼니) – dział produkujący media Kakao M, w skład którego wchodzą Krispy Studio (firma zajmująca się produkcją treści internetowych) i Mega Monster (dawniej Story Plant – producent filmowy, którego Kakao M jest współwłaścicielem ze spółką zależną CJ E&M – Studio Dragon Corporation).
Wkrótce po zmianie nazwy Kakao M (poprzez Krispy Studio) przejęło większość (65,7%) udziałów w Nylon Media Korea, wydawcy koreańskiej edycji magazynu modowego Nylon, od Seoul Cultural Publishers.

## Artyści

### Mun Hwa In
Zespoły
- Seenroot
- Long:D
- Hanumpa

Soliści
- Oohyo
- Youngman
- Minchae
- I.NA
- Jaeney
- Yoon Hyun-sang

### Byli artyści
- Run
- Park Ji-yoon (1997–1999)
- Gain (2011–2013)
- Sunny Hill (2011–2017)
- Fiestar (2012–2018)
  - Cheska (2012–2014)
  - Jei (2012–2018)
  - Linzy (2012–2018)
  - Hyemi (2012–2018)
  - Yezi (2012–2018)
- History (2013–2017)
- Shin Zisu (2015–2016)
- I.B.I (2016)
- JBJ (2017–2018)
- Melody Day (2012–2018)